# 796 Sarita
796 Sarita este un asteroid din centura principală, descoperit pe 15 octombrie 1914, de Karl Reinmuth.